# جواد تپه‌سی
جواد تپه‌سی مربوط به سدهٔ ۸–۶ ه‍.ق است و در شهرستان میاندوآب، بخش مرحمت آباد، دهستان مرحمت آباد جنوبی، ۲ کیلومتری شمالغرب روستای فسندوز واقع شده و این اثر در تاریخ ۷ خرداد ۱۳۸۷ با شمارهٔ ثبت ۲۲۸۹۲ به‌عنوان یکی از آثار ملی ایران به ثبت رسیده‌است.